# 聖伊斯特萬號戰艦

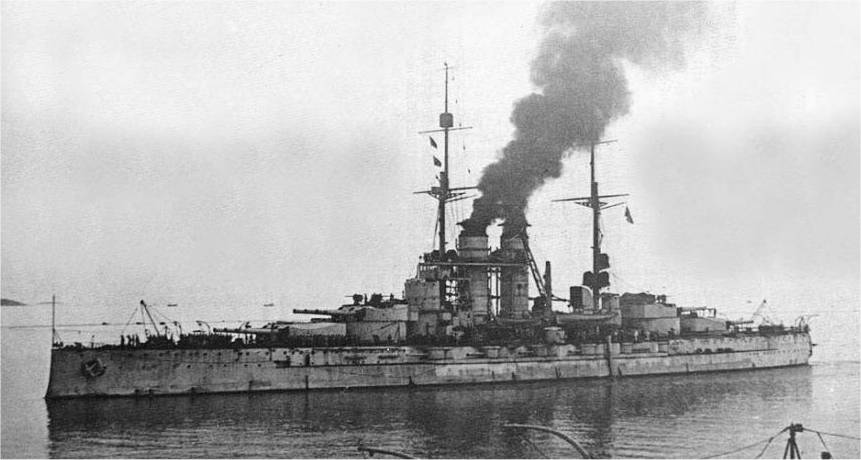

圣伊斯特万号战列舰是奥匈帝国海军泰格霍夫级战列舰的末舰，也是泰格霍夫级中唯一一艘在匈牙利建造的同级舰。该舰建于阜姆的冈茨造船厂，1912年1月安置龙骨，1914年下水，1915年12月开始服役。1918年6月于普雷穆达岛被意大利海军鱼雷艇击沉。1970年代中旬，南斯拉夫海军发现该舰，现原址为克罗地亚文化部保护遗址。